# Veronica Cojuhari
Veronica Cojuhari (n. 3 octombrie 1998) este o fotbalistă din Republica Moldova care joacă în pozițiile de mijlocaș și atacant la Șahtar Donețk și la echipa națională de fotbal feminin a Republicii Moldova.
Ea a jucat la clubul ucrainean Voshod Stara Maiacika (de lângă Herson) în a doua jumătate a sezonului 2020-2021 al eșalonului superior ucrainean. Pe parcursul vacanței de vară, ea s-a înscris la echipa feminină proaspăt înființată a Șahtar Donețk, care a început să concureze în eșalonul doi.